# Provinz Ōmi

Karte der japanischen Provinzen, Ōmi rot gekennzeichnet

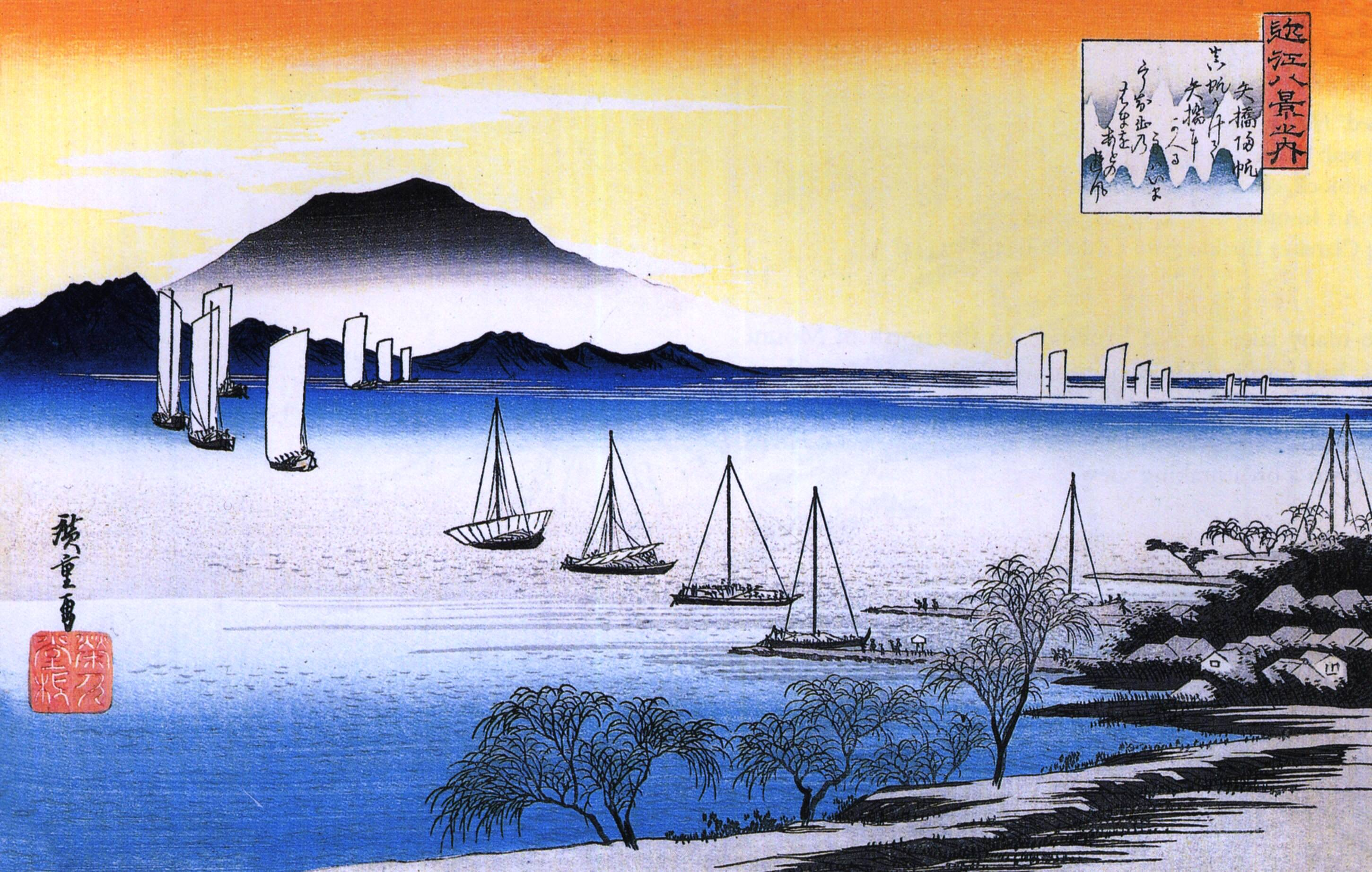
Dieser Farbholzschnitt von Hiroshige zeigt Segelboote bei Yabase, aus der Serie „Acht Ansichten vom Biwa-See“, ca. 1834.

Ōmi (jap. 近江国, Ōmi no kuni) oder Gōshū (江州) war eine der historischen Provinzen Japans. Das Gebiet bildet heute die Präfektur Shiga. Mit ihrer Lage am Tōkaidō zwischen der kaiserlichen Hauptstadt Kyōto und dem Kantō-Gebiet kam ihr strategisch eine Schlüsselstellung zu.
Dies nutzte auch Oda Nobunaga, der sich am Ostufer des Biwako ein Lehen geben ließ und die bedeutende Burg Azuchi erbaute.
Eine große Rolle spielten über Jahrhunderte hinweg die Klosteranlagen des Enryaku-ji auf dem Hiei-zan.
In Ōmi-kyō (heute: Ōtsu), kurze Zeit Hauptstadt Japans, stand später die Burg Zeze.
In der Sengoku-Zeit war der Nordteil der Provinz ein Lehen von Ishida Mitsunari, Tokugawa Ieyasus Gegenspieler bei der Schlacht von Sekigahara, obwohl er meist in der Burg Ōsaka das Lehen von Toyotomi Hideyoshis jungem Sohn verwaltete.
Nach Ishidas Niederlage gab Tokugawa das Lehen an die mit ihm verbündete Familie Ii, die die Burg und die Stadt Hikone auf den Ruinen von Sawayama erbauten.

## Etymologie
Ōmi heißt in der Schreibweise (近江) „nahe Bucht (auch im Sinne von See)“. Im Altertum wurde es jedoch als 近淡海 geschrieben, was „naher Süßwassersee“ bedeutet und den Biwa-See meint. Die Bezeichnung steht im Gegensatz zum „fernen Süßwassersee“, dem Hamana-See in der Provinz Tōtōmi. Infolge eines Erlasses im 8. Jahrhundert, dem zufolge Provinznamen aus nur zwei Zeichen zu bestehen haben, wurde 近淡海 auf 近江 gekürzt.
Die eigentliche Transkription von 近淡海 war ursprünglich Chika tsu Ahaumi (Altjapanisch: *ti1ka-tu-apa-umi1) und später Chika tsu Afumi. In gesprochener Sprache wurde der Biwa-See jedoch kurz als Afumi („Süßwassersee“) bezeichnet und das „nah“ weggelassen. Dies wurde auch auf das gekürzte 近江 angewandt. Aus Afumi wurde dann Oumi (Ōmi).